# Butia campicola
La palmera butiacito azul (Butia campicola) es una especie del género Butia de la familia de las palmeras (Arecaceae). Habita en el centro-este de Sudamérica.

## Distribución y hábitat
Esta palmera es un endemismo de la provincia fitogeográfica del cerrado, en el centro de Sudamérica.
Se distribuye en el centro-sur del Brasil en el estado de Mato Grosso del Sur y en el este del Paraguay en los departamentos de  Canindeyú,  Cordillera y San Pedro.

## Taxonomía
Esta especie fue descrita originalmente en el año 1900 por el botánico brasileño João Barbosa Rodrigues bajo el nombre científico de Cocos campicola. En 1916 fue transferida al género Syagrus.
Finalmente, en el año 2004 fue recombinada por el botánico estadounidense Larry Ronald Noblick.
Características
Se trata de una pequeña palmera con una altura de alrededor de 40 a 50 cm, e inflorescensias en espiga de unos 30 centímetros de longitud. 
Etimología
El nombre genérico Butia proviene del nombre vernáculo dado en Brasil a los miembros de este género. 
El término específico "campicola" refiere a su hábitat característico: los campos.